# Graf-Radetzky-Kaserne

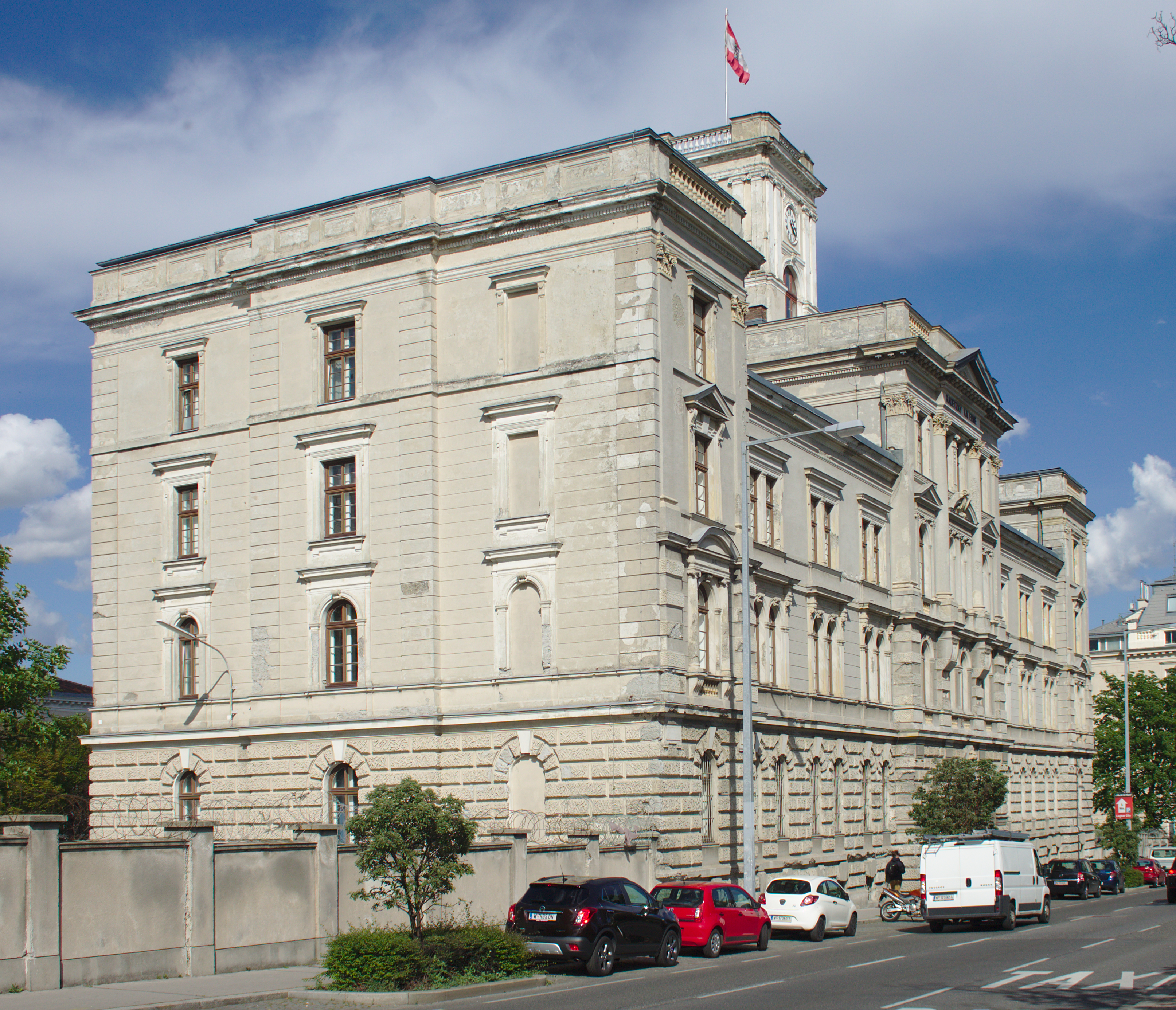
Graf-Radetzky-Kaserne (Kommandogebäude)

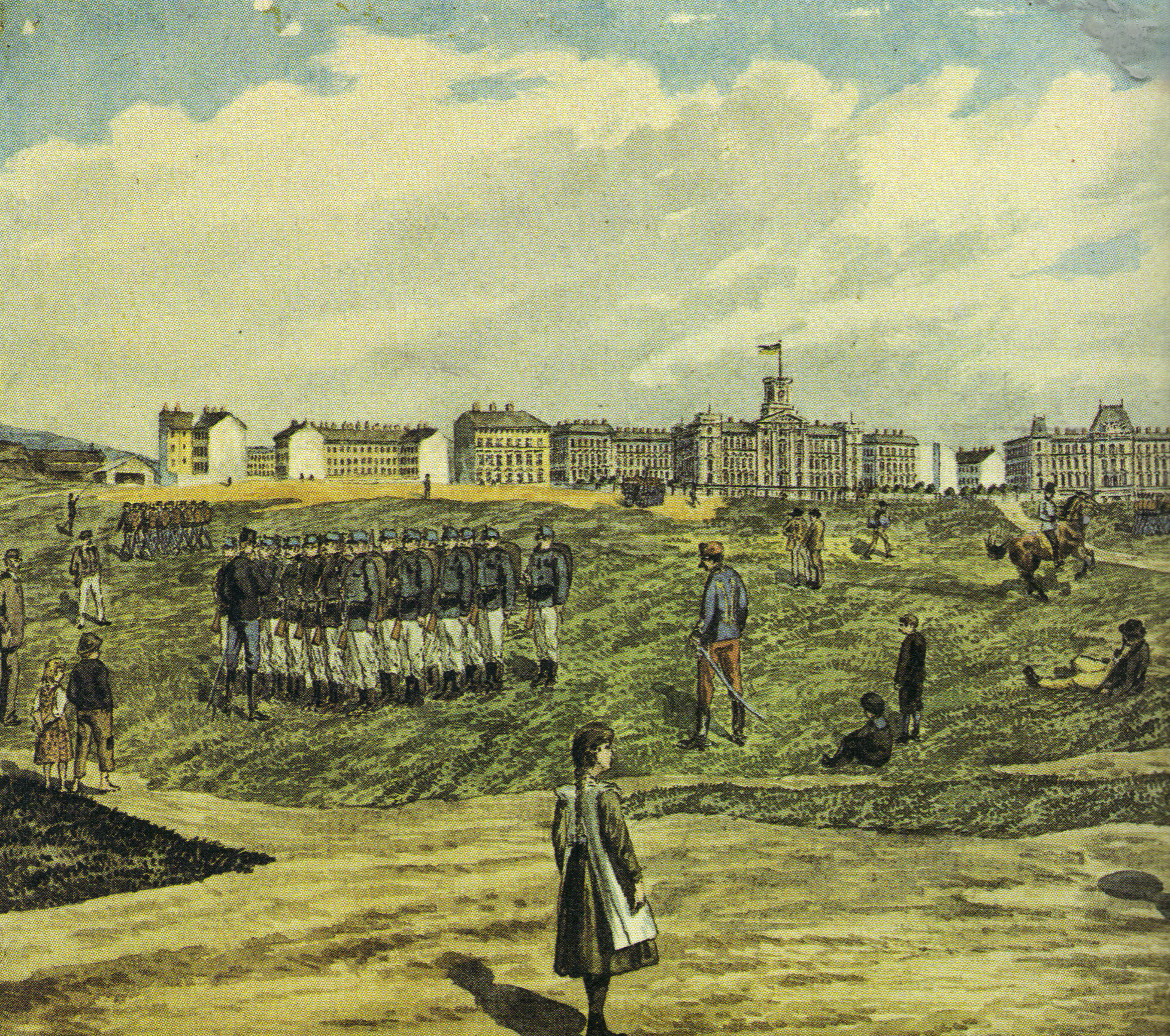
Schmelz und Graf-Radetzky-Kaserne um 1900

Die Graf-Radetzky-Kaserne befindet sich im 16. Wiener Gemeindebezirk auf dem Areal Gablenzgasse 62, Panikengasse 2, Herbststraße 57 und Hyrtlgasse 1.

## Geschichte
Die Infanteriekaserne wurde als Radetzky-Kaserne in den Jahren 1894 bis 1896 auf der Schmelz nördlich des seit ca. 1850 bestandenen Exerzierplatzes errichtet und ersetzte gemeinsam mit der Erzherzog-Albrecht-Kaserne und der Erzherzog-Wilhelm-Kaserne die Franz-Joseph-Kaserne.
Während des Ersten Weltkriegs befand sich in der Kaserne das „Vereins-Reservespital Nr. 1 des Patriotischen Hilfsvereines vom Roten Kreuz für Niederösterreich“ untergebracht. Kommandant war der schon 1906 pensionierte, aber reaktivierte General-Stabsarzt Dr. Alois Cernowitzky, ärztlicher Leiter der Regimentsarzt (entspricht dem Rang eines Hauptmanns) a.o. Prof. Dr. Artur Klein und Baronin Spiegelfeld die Leiterin des Pflegedienstes. Auch Verwundete der kais. russischen Armee wurden dort gepflegt, wie einer beschrifteten Aufnahme aus dieser Zeit zu entnehmen ist.
Nach dem Ersten Weltkrieg stellte die Gemeinde Wien die Kaserne obdachlosen Familien zur Verfügung. 1930 bezog das Bundesheer das Gebäude. 1938 folgte die deutsche Wehrmacht und 1945 zunächst die Rote Armee und ab dem 1. September 1945 die französische Armee. 1980 wurde das Militärkommando Wien des Bundesheeres in die Radetzky-Kaserne verlegt, in der sich auch ein Denkmal für Josef Wenzel Graf Radetzky von Radetz (1766–1858) befindet. In ihrer Eigenschaft als Sitz des Militärkommandos wird die Kaserne Kommandogebäude Feldmarschall Radetzky genannt.
2005 wurde die Schließung des Kommandogebäudes FM Radetzky beschlossen, die allerdings nicht durchgeführt wurde und inzwischen auch nicht mehr geplant ist.